# 新月城
新月城是加拿大安大略省多倫多東約克的一個社區，位於維多利亞公園路（Victoria Park Avenue）夾丹佛路（Danforth Avenue）處附近。它主要由高層公寓大樓組成，最初是為了充分利用鄰近的地鐵維多利亞公園站的開通而設立。

## 現狀
新月城被認為是社區規劃中的一個有趣的實驗，因為它的所有行人路都位於街道上方。這是一個多元文化的社區，其人口包括大量的孟加拉裔、印度裔、牙買加裔、巴基斯坦裔及泰米爾裔加拿大人。社區附近，即維多利亞公園-丹佛（Victoria Park-Danforth），有許多孟加拉裔人士擁有的企業。
社區內其中一些建築是柏文公寓（condominium，如梅西廣場［Massey Square］），而另一些則是出租公寓（rental apartment，如新月廣場［Crescent Place］）。多倫多市議會在2014年將泰勒-梅西溪（Taylor-Massey Creek）下部的屋列治（Oakridge）列為商業促進區。

## 著名居民
電視連續劇《24》的荷里活演員基夫·修打蘭（Kiefer Sutherland）曾是新月城的居民。他的童年有一部分在新月城度過，當時就讀於新月城小學（Crescent Town Elementary School），在那裏他第一次見到了多倫多前市長苗大衛（David Miller）。

## 外部連結
- Dentonia Park Farm （页面存档备份，存于）
- Dentonia Park （页面存档备份，存于） – Toronto Public Library